# Varennes-lès-Narcy
Varennes-lès-Narcy – miejscowość i gmina we Francji, w regionie Burgundia-Franche-Comté, w departamencie Nièvre.
Według danych na rok 1990 gminę zamieszkiwały 742 osoby, a gęstość zaludnienia wynosiła 40 osób/km² (wśród 2044 gmin Burgundii Varennes-lès-Narcy plasuje się na 318. miejscu pod względem liczby ludności, natomiast pod względem powierzchni na miejscu 501.).